# 바이두
바이두(백도, 중국어: 百度, 병음: bǎi dù, 나스닥: BIDU)는 중화인민공화국의 검색 엔진이다. 중국 최대의 검색 엔진으로서 유명하며 알렉사닷컴 트래픽 측정 기준으로는 세계 상위권에 있다. 바이두(百度)의 상징은 ‘곰 발바닥’이다.
바이두는 중국 남송의 시인 신기질의 시 《청옥안·원석(靑玉案·元夕)》에 등장하는 구절인 "중리심타천백도, 맥연회수, 나인각재등화난산처(眾里尋他千百度, 驀然回首, 那人卻在燈火闌珊處, 사람들 속에서 그녀를 천백번 찾다가 불현듯 고개를 돌려보니 그녀가 등불 아래에 있더라.)"에서 유래되었다. 이는 '정확한 정보를 위해 백 번 천 번 끈질기게 검색한다'는 뜻이다.
2005년 8월 5일에 미국 나스닥에 공모가 27달러로 상장하였다. 종목코드는 BIDU이다. 2006년 12월에는 일본에도 진출하여 2007년 3월에 베타 서비스를 시작했고 2008년 1월 23일부터 정식 서비스를 제공하고 있다.
2021년 3월 23일에 홍콩증시에 추가 상장하였다. 종목코드는 9888이다.
본사는 중국 베이징(北京) 북서쪽 하이디엔취(海澱區)에 위치해있다. 이 지역은 다소 외곽 지역이지만 칭화대, 베이징대 등 명문대들과 중국 창업의 요람이라 불리는 중관촌과 가깝다.

## 역사
2000년 바이두가 검색엔진 사이트를 오픈했을 때, 이미 구글, 시나닷컴 등 메이저 포털들이 있었다. 하지만 바이두는 최초로 중국어 검색에 집중했고, 이에 더해 뉴스나 지식검색 등 다양한 서비스를 선보였던 것이 성공으로 이어졌다.

## 서비스 특징

### 백과사전
바이두는 바이두백과(중국어: 百度百科, 병음: bǎi dù bǎi kē)라는 백과사전 서비스를 제공한다. 백과사전이라는 점에서는 위키백과와 비슷하지만, 위키백과와 달리 등록한 사용자만이 편집할 수 있다. 사용자는 일정한 신용점수를 갖는다. 일정 점수의 신용점수가 되면 편집이 가능하다. 그리고 다른 사용자들이 겪고 있는 바이두의 문제들을 해결하면 신용점수가 증가한다. 위키백과는 2005년 10월부터 중국 국내에서 접속 차단이 되고 있는 반면, 바이두백과는 검열된 결과만 표시된다는 의견도 있다.

### MP3 검색
바이두의 인기 서비스의 하나가 MP3 검색이다. 중국의 저작권 보호에 대한 관점에서 볼 때 MP3파일 검색(링크)은 불법이 아니지만 저작권자로부터 압력을 받고 있는 중이다. 주로 중국 가요가 검색 대상이지만, 중국 외 외국 가요도 일부 사용 가능하다.

### 클라우드 네트워크 디스크
바이두윈 왕판(Baidu Yunwangpan, 百度雲網盤)이라 불리며 클라우드를 통해 사용할 수 있는 네트워크 디스크이다. 최대 2TB 용량을 사용할 수 있다.

### 게시판
바이두는 바이두 티에바(Baidu Tieba, 百度貼吧)라는 게시판 서비스를 운영하고 있다. 여러 가지 키워드의 포럼이 있다

### 문화적 특징
바이두는 구글과 달리 대체적으로 "무엇"에 대한 검색결과가 아닌 "어떻게"에 대한 검색결과를 추출해준다.

## 서비스의 확장

### 초기의 보수적인 확장
당초 바이두는 신규 사업에 대한 투자에 매우 보수적인 것으로 알려졌다. 이는 공동창업자인 리옌훙(李彦宏)이 미국 유학 당시 '닷컴 열풍'을 타고 급성장한 IT 기업들이 무리한 확장이 원인이 되어 파산한 것을 지켜본 경험에서 비롯되었다. 이에 바이두는 검색엔진이 아닌 다른 영역에는 주로 전략적 제휴나 인수·합병(M&A)을 통해 인수하는 방식을 사용해왔다.

### 모바일 기술
모바일 검색 기술을 높이기 위해 모바일 신생 업체를 인수해 왔다. 2013년에 '누오미홀딩스'(전자상거래 기업)와 '91와이어리스'(모바일 앱스토어), 'PPS'(동영상 플랫폼) 등을 인수했고, 이를 위해 약 2조 원을 투자했다.

### 자율주행차 및 인공지능
바이두는 자율 주행 자동차 및 인공 지능 분야에 서비스를 확장하고 있으며, 2017년 양쯔리버 인더스트리 펀드와 공동으로 자율 주행 자동차에 15억 달러의 자금을 조성하여 투자하였다. 또한 같은 해에 오픈소스 자율주행 소프트웨어인 '아폴로(Apollo) 1.5' 버전을 공개했다.
2019년 1월 CES 2019에서 오픈 소스 자율주행차 기술 플랫폼인 '아폴로(Apollo)'의 양산용 버전인 '아폴로 엔터프라이즈(Apollo Enterprise)'의 출시를 발표했다. 또한 복잡한 도시와 교외의 운전 환경을 지원하는 최신 플랫폼인 아폴로 3.5의 출시를 알렸다.

## 같이 보기
- 텐센트
- 알리바바 그룹
- 구글